# Luis Javier García Sanz
Luis Javier García i Sanz, conegut com a Luis García (Badalona, 24 de juny de 1978) és un exfutbolista català que jugava com a davanter. Format al FC Barcelona va jugar a diversos equips d'arreu del món incloent entre d'altres el Liverpool FC amb el qual guanyaria una Lliga de Campions. Com a jugador, va ser internacional amb la selecció espanyola.

## Trajectòria
Es formà a les categories inferiors del Futbol Club Barcelona, on arribà del Sant Gabriel de Sant Adrià de Besòs. Jugà cedit a diversos clubs espanyols fins que fou traspassat la temporada 2002-2003 a l'Atlètic de Madrid, però amb una clàusula de recompra que el club blau-grana exercí per incorporar-lo al primer equip la temporada següent, a les ordres de Frank Rijkaard. Al Barça jugà 29 partits i marcà 8 gols, en una brillant campanya. Però, una important oferta del Liverpool FC de 9 milions d'euros el portaren a la lliga anglesa la temporada 2004-2005. Al club anglès guanyà una Lliga de Campions i una copa anglesa com a títols més destacats.
L'any 2005 debutà amb la selecció espanyola. Un trencament de lligaments del genoll el gener de 2007 l'allunyaren dels terrenys de joc més de mig any. El juliol del mateix any fitxà per l'Atlètic de Madrid. Després d'estar dos anys a l'equip madrileny fitxà pel Racing de Santander per dues temporades. L'agost de 2010 canvia al Panathinaikos F.C.

## Palmarès
- 1 Lliga de Campions: 2004-05
- 1 Supercopa d'Europa de futbol: 2004-2005
- 1 Copa anglesa de futbol: 2005-2006
- 1 Community Shield: 2005-2006
- 1 Indian Super League: 2014